# Giuliano Prini (tenente di vascello)
Giuliano Prini (Roma, 25 gennaio 1910 – Atlantico, 10 settembre 1941) è stato un ufficiale italiano sommergibilista della Regia Marina.
È ricordato per il suo comando del regio sommergibile Alessandro Malaspina, a bordo del quale morì con il grado di tenente di vascello.

## Biografia
Giuliano Prini nacque a Roma nel 1910 da Giovanni e da Orazia Belsito. Figlio di valente scultore, decoratore e illustratore (Genova, 1877 – Roma, 1958), membro dell'Accademia di S. Luca, compiuti gli studi classici e ammesso alla Regia Accademia Navale di Livorno nel 1928 (corso Cioppa), fu nominato guardiamarina nell’ottobre 1931, imbarcando sull'incrociatore pesante Trento.
Nel 1933, dopo un periodo d'imbarco sui cacciatorpediniere Alvise da Mosto e Giovanni da Verrazzano, a domanda, transitò definitivamente nell'Arma Subacquea, prendendo imbarco sui sommergibili Ciro Menotti (1933), Des Geneys (1934), H.6 (1935-36), Ambra (1936-38) e Luigi Galvani (1938-39).
Venne promosso tenente di vascello il 1º ottobre 1936. Dal 25 maggio 1939, fu ufficiale addetto del Capitano di Fregata Francesco Luigi Padolecchia, comandante del 4° Grupsom (Taranto).
Entrata l’Italia in guerra, fu trasferito a domanda al Comando Marina di La Spezia per l’allestimento del nuovo sommergibile Maggiore Baracca, di cui divenne ufficiale in seconda e direttore del tiro.
Frequentato dal gennaio 1941 presso la Scuola Sommergibili di Pola il Corso per Comandanti di unità subacquee con imbarco sui sommergibili Ettore Fieramosca e Enrico Toti, venne destinato, il seguente 23 marzo 1941, alla base atlantica di Bordeaux dove gli affidarono il comando del sommergibile Alessandro Malaspina, gemello del Baracca.
Nella prima missione atlantica, Giuliano Prini (che ebbe temporaneamente come ufficiale in seconda il TV Paolo Monechi, suo paricorso) conseguì l'affondamento del piroscafo greco Nikoklis di 3.576 tsl (15 luglio 1941 con 17 morti) e del piroscafo inglese Guelma di 4.402 tsl (17 luglio 1941 con nessuna perdita tra l'equipaggio).
Nell'espletamento di una seconda missione il Malaspina, salpato da Bordeaux il 7 settembre 1941 per concorrere con altre 4 unità subacquee nazionali all'attacco di un convoglio, non diede più sue notizie; si presume possa essere stato affondato il giorno 10 settembre, per azione aerea avversaria. Gli fu conferita la medaglia d'oro alla memoria
Altre decorazioni: M.B. (Medaglia di Bronzo) (Oceano Atlantico, luglio 1941); M.B. (Oceano Atlantico, luglio 1940-agosto 1941); Cr.g. al V.M. (Croce di guerra al Valore Militare) (Oceano Atlantico, settembre-ottobre 1940); Cr.g. al V.M. (Oceano Atlantico, ottobre-novembre 1940).
Il 23 settembre 1949 gli fu conferita la medaglia d'oro al valor militare alla memoria con la seguente motivazione:
«Giovane comandante di sommergibile, sollecitava per se stesso, fin dall’inizio della guerra, i posti più rischiosi. Portava la propria unità sei volte alla vittoria, affondando oltre 43.000 tonnellate di piroscafi armati nemici, nel corso di tre lunghe estenuanti missioni di guerra in Atlantico. Le sue doti di entusiasmo, di spirito combattivo, di perizia nautica gli consacrarono la fama di comandante di eccezionali virtù, uso sempre a perseguire il bersaglio più difficile e ad affrontare le più audaci e pericolose imprese con la fede, la serenità, la calma degli eroi. Durante l’ultima asperrima missione attaccava un grosso convoglio fortemente scortato. Superando lo sbarramento costituito dalla violenta reazione delle navi armate, penetrava nel folto della formazione affondando due unità ed incendiandone una terza. Nell’impeto indomito dell'azione, fedele alla tradizione di attaccare a qualunque costo, scompariva con il sommergibile al suo comando in un alone di gloria, consacrando con l’estremo sacrificio tutta una attività dedicata soltanto alla Patria ed alla Marina. – Atlantico, settembre 1941.»